# Алхо
А́лхо (фин. Alho) — посёлок в Лахденпохском районе Республики Карелия, относится к Куркиёкскому сельскому поселению.

## Общие сведения
Находится на берегу реки Кальйоки.
В посёлке расположена одноимённая железнодорожная станция. 
В посёлке сходятся три автомобильные дороги местного значения: 86К-92 («Куркиёки — Алхо»), 86К-116 («Хийтола — Алхо») и 86К-88 («Алхо — Кетроваара»).
В 4 км от посёлка проходит новая трасса А121 («Сортавала»), в 9 км проходит старый участок трассы А121, ныне спрямлённый и получивший новое наименование 86К-382 («Ласанен — Терву»). До посёлка Куркиёки — 11 км, до районного центра Лахденпохья — 44 км.
В переводе с финского языка Алхо означает «низина».

## Население
| 2002 | 2009 | 2010 | 2013 |
| ---- | ---- | ---- | ---- |
| 73   | ↘59  | ↗60  | ↗61  |

## Улицы Алхо
- ул. Железнодорожная
- ул. Лесная
- ул. Центральная